# Малий Нарин
Малий Нарин (рос. Малый Нарын) — улус Джидинського району, Бурятії Росії. Входить до складу Сільського поселення Гегетуйське.
Населення — 238 осіб (2015 рік).